# Xenostylus sublineatus
Xenostylus sublineatus là một loài bọ cánh cứng trong họ Cerambycidae.